# Christof von Ebbinghaus

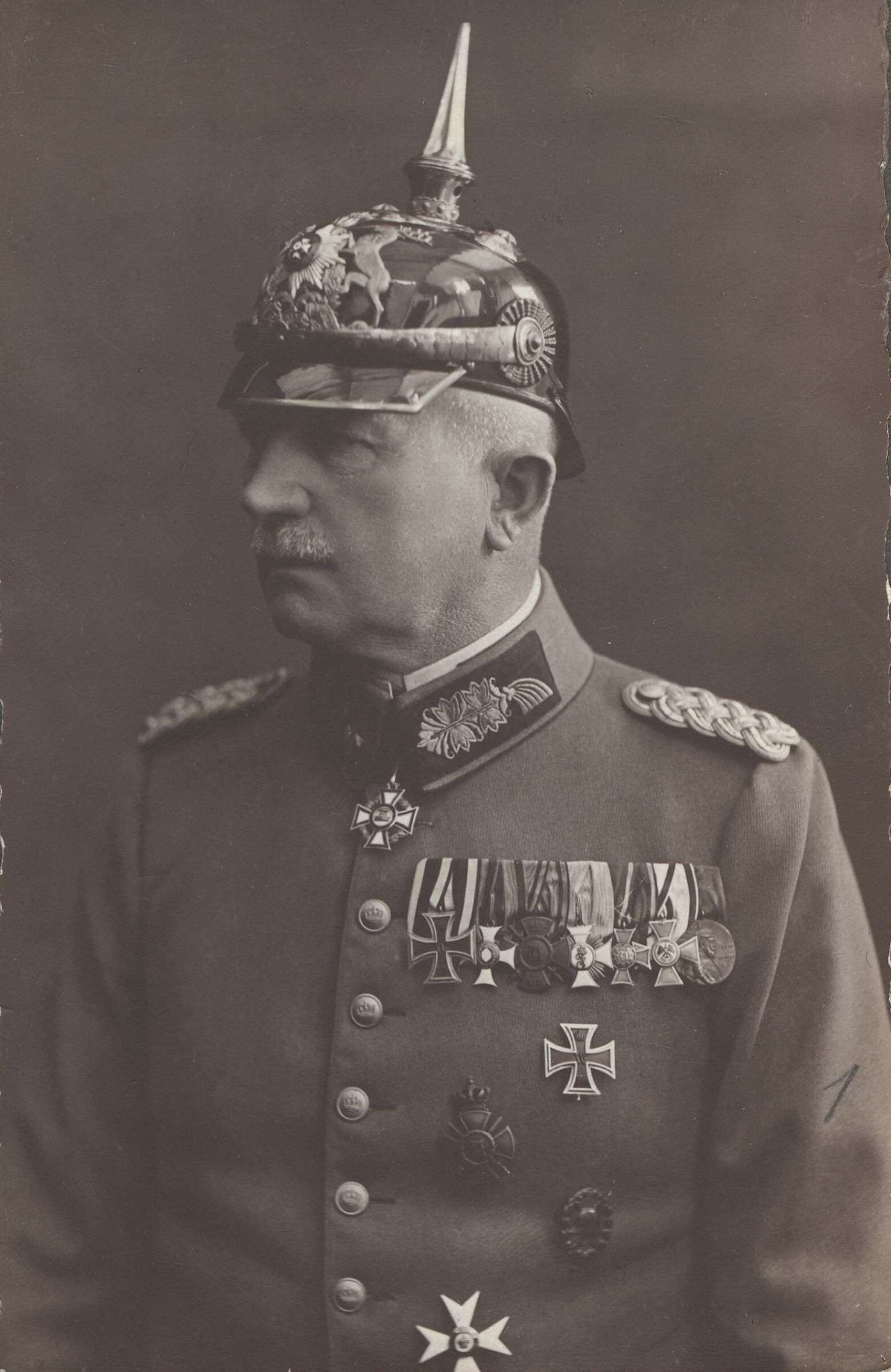
Generalmajor Christof von Ebbinghaus (1860–1927)

Christof Ebbinghaus, seit 1913 von Ebbinghaus, (* 26. September 1856 in Menden (Sauerland); † 5. Juni 1927 in Stuttgart-Berg) war ein württembergischer Generalmajor.

## Leben
Ebbinghaus war ein Sohn des Papierfabrikanten Friedrich Ebbinghaus in Unterkochen und dessen Ehefrau Auguste, geb. Wagner. Nach dem Besuch der Lateinschule in Aalen, der Wissenschaftlichen Bildungsanstalt auf dem Salon in Ludwigsburg und des Lyzeums in Schwäbisch Hall trat er mit dem 1. April 1875 als Einjährig-Freiwilliger in das Infanterie-Regiment Nr. 121 in Schwäbisch Gmünd ein. Im April 1876 wurde er zur Reserve entlassen. Als Fahnenjunker kehrte er jedoch im Mai 1877 zu seinem früheren Regiment zurück und wurde 1878 zum Sekondeleutnant, 1888 zum Premierleutnant befördert. 1893 wurde er als Hauptmann und Kompaniechef zum Infanterie-Regiment Nr. 124 in Ulm versetzt. 1904 wurde er Major, 1906 Bataillonskommandeur im Infanterie-Regiment Nr. 120, 1911 Oberstleutnant, 1914 Oberst.
Im November 1913 wurde Ebbinghaus zum Kommandeur des Infanterie-Regiments Nr. 125 ernannt. Mit dem Regiment nahm er am Ersten Weltkrieg teil, zunächst im Westen, dann in Polen und Serbien. Nach einer Erkrankung wurde er als stellvertretender Kommandeur der 51. Infanterie-Brigade in Stuttgart verwendet. Am 22. März 1917 wurde er zum Generalmajor befördert, am 15. März 1918 zur Disposition gestellt. Um eine Auflösung der militärischen Disziplin zu verhindern, stellte er sich am 10. November 1918 der Regierung von Wilhelm Blos zur Verfügung und übernahm wieder das Kommando über die 51. Infanterie-Brigade. Er schied jedoch bereits am 7. Dezember 1918 aus dem aktiven Dienst aus.
Wegen der Tötung von Zivilisten, die sich während der Kämpfe bei Longwy vom 22.–25. August 1914 in der Gemeinde Fresnois-la-Montagne und in der Kleinstadt Longuyon am 23. bzw. 24. August an Kampfhandlungen beteiligt hatten, wurde gegen Ebbinghaus nach 1918 Anklage wegen der Beteiligung an Kriegsverbrechen erhoben.
Nach seinem Tod wurde er auf dem Bergfriedhof in Stuttgart-Berg beigesetzt.

## Familie
Seit 1886 war Ebbinghaus mit Anna von Leuze (1864–1950) verheiratet, einer Tochter des Stuttgarter Badbesitzers Ludwig Leuze.

## Auszeichnungen
- Ehrenkreuz des Ordens der Württembergischen Krone (Mai 1913), verbunden mit der Verleihung des persönlichen Adels

## Veröffentlichungen
- Die Memoiren des Generals von Ebbinghaus. Berger, Stuttgart [1928] (Digitalisat).